# Tor di Quinto (suburbio di Roma)
Tor di Quinto è il primo suburbio di Roma, indicato con S. I.
Il nome è associato all'omonimo quartiere e deriva da una torre posta al V miglio dalla Porta Ratumena.

## Geografia fisica

### Territorio
Si trova nell'area nord della città.
Il suburbio confina:
- a ovest e nord con la zona Z. LIII Tomba di Nerone[1]
- a est con la zona Z. LVI Grottarossa[2]
- a sud con il quartiere Q. XVIII Tor di Quinto[3]

## Storia
Il suburbio viene definito ufficialmente, insieme al quartiere omonimo, il 1º marzo 1954, mediante variazione del dizionario toponomastico, dalla suddivisione del precedente suburbio S. I Parioli in due comprensori: quartiere Q. XVIII Tor di Quinto e suburbio S. I Tor di Quinto.

## Monumenti e luoghi d'interesse

### Architetture civili
- Villa Ronconi, su via Cassia. Villa del XIX secolo. 41.962933°N 12.450159°E

### Architetture religiose
- Cappella di Villa Ronconi, su via Cassia. Cappella del XIX secolo. 41.962783°N 12.449481°E
- Chiesa di Santa Rosa da Viterbo, su via Santa Giovanna Elisabetta. Chiesa del XX secolo (1922-25).

### Aree naturali
- Parco dell'Inviolatella Borghese. 41.957421°N 12.471836°E

## Istituzioni, enti e associazioni
- Ospedale San Pietro Fatebenefratelli, su via Cassia. 41.963156°N 12.448652°E

## Musei
- Fondazione Museo "Venanzo Crocetti", su via Cassia. 41.959338°N 12.454371°E

## Geografia antropica

### Urbanistica
Nel territorio del suburbio Tor di Quinto si estende gran parte della zona urbanistica 20E Grotta Rossa Ovest.